# Siw Persson
Siw Magdalena Persson, född Nilsson 16 september 1942 i Hammerdals församling i Jämtlands län, är en svensk gymnasieekonom och tidigare politiker (folkpartist).
Siw Persson, som är dotter till en vägmästare, arbetade i en familjeägd mekanisk verkstad 1968–1985. Hon var ledamot i Malmöhus läns landsting 1977–1979 och i Höganäs kommuns kommunfullmäktige 1980–1990. År 1994 invaldes hon i styrelsen för Nordiska samfundet mot plågsamma djurförsök.
Hon var riksdagsledamot 1985–2002, åren 1985–1994 för Malmöhus läns valkrets, 1994–1998 för Malmöhus läns norra valkrets och 1998–2002 för Skåne läns norra och östra valkrets. I riksdagen var hon bland annat ledamot i justitieutskottet 1992–2001. Som riksdagsledamot var hon särskilt engagerad i rättsfrågor och socialpolitik. Hon gjorde sig känd för en större allmänhet med sin kamp mot MC-brottsligheten.
Siw Persson tog i slutet av 90-talet också parti i en familjekonflikt med brottsanklagelser, som senare blev ett rättsfall. Hon gjorde en anmälan till Justitiekanslern i ärendet, där hon angrep polis och åklagare med mycket allvarliga anklagelser om maktmissbruk och korruption, men i mars 2001 beslutade JK att inte vidta några åtgärder med anledning av anmälan. Siw Persson kom efter detta att misstänkas för falsk alternativt vårdslös tillvitelse. Förundersökningen mot Persson lades ned, men en väninna till Persson som också varit inblandad i konflikten dömdes till fängelse för bland annat grovt förtal.
När Justititekanslerns beslut kom uppmanade ledningen för Folkpartiet Persson att lämna sin riksdagsplats. Hon valde istället att lämna Folkpartiet men satt kvar på sin riksdagsplats mandatperioden 1998–2002 ut som politisk vilde.